# 인 더 수프
《인 더 수프》(영어: In the Soup)는 미국에서 제작된 알렉산드러 록웰 감독의 1992년 독립 코미디 영화이다. 스티브 부세미 등이 출연하였고, 짐 스타크 등이 제작에 참여하였다.
1992년 제8회 선댄스 영화제에서 미국 드라마 영화 부문 심사위원대상을 수상하였다.

## 줄거리
뉴욕. 소심한 앨돌포는 옆집 안젤리카를 짝사랑 중이지만 불법 이민자에 자식까지 있는 안젤리카는 본인 살기 바빠 일말의 관심도 주지 않는다.
저예산 영화에 출연해 푼돈을 벌며 생활고에 시달리던 앨돌포는 500쪽이 넘는 자작 영화 각본을 최고가를 제시하는 사람에게 넘기겠다는 광고를 낸다. 이에 붙임성 좋은 조직폭력배 조가 영화를 제작하겠다고 나서는데...

## 출연
- 스티브 부세미 - 앨돌포 롤로 역
- 시모어 커셀 - 조 역
- 제니퍼 빌스 - 앤젤리카(안젤리카) 페냐 역
- 팻 모이아 - 댕(당) 역
- 윌 패튼 - 스키피 역
- 설리 보이어 - 노인 역
- 스티븐 랜다조 - 루이 바파디 역
- 짐 자머시 - 몬티 역
- 캐럴 케인 - 바버라 역
- 스탠리 투치 - 그레과(그레구아르) 역
- 데비 메이자 - 수지 역
- 샘 록웰 - 폴리 역
- 폴 허먼 - 이지 렌트어카 직원 역

## 기타 제작진
- 협력 제작: 제임스 셰이머스
- 미술: 마크 프리드버그
- 의상: 엘리자베스 브라코